# Провулок Геофізиків (Київ)
Прову́лок Геофі́зиків — провулок у Дарницькому районі м. Києва, розташований на території мікрорайону Бортничі. Пролягає від вулиці Геофізиків до кінця забудови.
Виник у 1-й половині ХХ століття.
Наприкінці 1960-х — початку 1970-х років у провулку були збудовані корпуси Північно-Українського виробничого геологічного об'єднання «Північукргеологія» (з 2012 — державне підприємство «Українська геологічна компанія»). Житлове будівництво велося у 1960–1980-х роках. Будинки мали 2-5 поверхів.